# Rumoldo de Malinas
Rumoldo de Malinas, a veces llamado Romualdo de Malinas, es un santo católico de origen irlandés que participó en la evangelización del Imperio Franco en el siglo VIII y, tras realizar numerosos milagros (su báculo floreció, curó a ciegos y resucitó a muertos), murió martirizado en Malinas en 775 por dos hombres a los que había recriminado sus costumbres licenciosas. Sus reliquias se veneran en la catedral de Malinas, ciudad belga de la que es patrono.

## Iconografía
Se le representa barbado, con una cruz en la mano y vestiduras episcopales.